# Togainu no Chi. Кровь виновного пса
Togainu no Chi (яп. 咎狗の血 Тогаину но ти, «Кровь виновной собаки») — японская компьютерная BL-игра, разработанная компанией Nitro+CHiRAL и изданная в 2005 году. Действие происходит в постапокалиптической Японии. В центре сюжета находится юноша Акира, вынужденный участвовать в смертельной игре, чтобы выйти из тюрьмы. Его цель — победить Короля, самого сильного человека в Игре. Игра была портирована на платформу PlayStation 2 под названием Togainu no Chi TRUE BLOOD. Версия для PlayStation 2 появилась в продаже 29 мая 2008 года.
В 2020 году в переиздании игры на ПК был добавлен официальный английский перевод, хотя ранее был доступен только японский язык. Полное название игры стало «Togainu no Chi ~Lost Blood~». И хотя игра получила цензуру, на официальном сайте издателя за определённую плату можно приобрести DLC-патч для Steam-версии игры, который разблокирует вырезанные сцены.

## Сюжет
После поражения в Третьей мировой войне, Япония оказывается разделена. Преступная организация Вистио берёт под свой контроль разрушенный город Тосима (бывший Токио, столица Японии). Там они организуют смертельную Игру (яп. イグラ Игура) — схватку на смерть между участниками.
Главный герой Togainu no Chi, Акира (яп. アキラ), взят под арест из-за убийства, которого он не совершал. С ним связывается загадочная женщина, предлагающая свободу в обмен на участие в Игре. Акире требуется победить сильнейшего участника — Короля Игры.
Игра ведётся от лица Акиры, в ней много сюжетных линий. В зависимости от того, на какого персонажа игрок делает упор, раскрываются дальнейшие варианты развития событий в игре. Самую большую популярность обрели ветки Кейске и Шики, в которых три разных варианта концовки. Именно по ним можно найти больше всего фанфиков и фан артов.

## Саундтрек
Все товары выходили только в Японии.
- INSIDE (Togainu no Chi Official Soundtrack) — саундтрек, выпущенный 25 мая 2005 года. Содержит 25 треков из игры.
- Togainu no Chi Image drama CD vol 1 ~ Shiki (29 июля 2005 года)
- Togainu no Chi Image drama CD vol 2 ~ Keisuke (26 августа 2005 года)
- Togainu no Chi ANOTHER STORY ~ RIN (29 декабря 2005 года)
- Togainu no Chi Variety Voice CD (17 августа 2007 года)
- Togainu no Chi — True Blood Original Soundtrack - (24 сентября 2008 года) -саундтрек к Togainu no Chi TRUE BLOOD. Состоит из двух дисков: «~BGM Side~» и «~Song Side~».
- THE SOLID ALBUM ~Togainu no Chi True Blood REMIX~ (24 сентября 2008 года)
- Togainu no Chi Radio Show

## Адаптации

### Книга
Книга, проиллюстрированная Татаной Кана, была опубликована 7 февраля 2006 года. По форме является сборником рассказов, посвященных жизни отдельных персонажей после окончания основной сюжетной линии игры.

### Манга
Манга Togainu no Chi публикуется в журнале comic B's-LOG с января 2006 года. Её автором является мангака Сугуро Тяямати. С ноября 2006 года издательство Enterbrain выпускает мангу отдельными томами. Права на распространение манги в США принадлежат компании TOKYOPOP.
| № | Дата публикации    | ISBN                |
| - | ------------------ | ------------------- |
| 1 | 1 ноября 2006 г.   | ISBN 978 4757730090 |
| 2 | 31 марта 2007 г.   | ISBN 978 4757734333 |
| 3 | 13 августа 2007 г. | ISBN 978 4757736429 |
| 4 | 27 декабря 2007 г. | ISBN 978 4757739055 |
| 5 | 30 июня 2008 г.    | ISBN 978 4757742819 |
| 6 | 1 декабря 2008 г.  | ISBN 978-4757746015 |
| 7 | 1 августа 2009 г.  | ISBN 978-4757750159 |
| 8 | 31 мая 2010 г.     | ISBN 978-4757750159 |

Другая версия манги, авторства Каны Ямамото  (яп. 山本佳奈 Ямамото Кана), публикуется издательством ASCII Media Works с июля 2008 года.

## Аниме
7 октября 2010 года стартовал показ аниме-сериала, снятого по мотивам игры «Togainu no Chi».

## Основные персонажи
Акира — главный герой. Получил прозвище «падший» за свою апатию и безучастность ко всему происходящему, он всё время ведёт себя так, будто ему безразличны окружающие люди и события. Акира не сирота, но ушёл от родителей и вырос в приюте в месте со своим лучшим другом Кейске. До игры он участвовал в уличных боях под названием «Подрыватели» и был известен как Чемпион — боец, которого невозможно одолеть.
Кейске — друг детства Акиры. До Игры всегда следовал за другом, заботился о нём, несмотря на откровенную холодность Акиры к Кейске. Это добрый, неконфликтный парень, по натуре пацифист.
Рин — несмотря на свой возраст, опытный участник Игры. Из всех показанных в сериале бойцов Рин является самым молодым. Имеет свой район, в котором охотится за жетонами. До Игры, как и Акира, состоял в «Подрывателях». Сражается с помощью двух маленьких кинжалов. Обожает фотографировать все вокруг.
Шики — первый и пока непобежденный Иль-Рэ. Сильнейший боец в Игре, однако сам при этом не является игроком. Поскольку Шики часто противостоит другим участникам и убивает их быстро и без предупреждения, его чрезвычайно боятся и впадают в панический ужас при одном упоминании его имени. Обычно он лишает жизни участников Игры, никогда не забирая их жетоны. Мечтает убить Нано, чтобы стереть воспоминания об их первой встрече, которая повергла его в страх.
Нано — загадочная фигура, появляющаяся на протяжении всей игры. Не является участником Игры и не носит с собой ни жетонов, ни оружия, несмотря на опасность в Тошиме.
Арбитро — менеджер организации «Vischio», занимающейся наркоторговлей. Странно одетый белокурый человек, всегда носящий маску на лице; рост составляет 181 см. Арбитро имеет не менее, чем внешний вид, странное хобби: он обесценивает значимость и изменяет тела привлекательных молодых людей. Из-за своего «хобби» особняк Арбитро заполнен статуями обнаженных мужчин. Кроме того, он держит юношу по имени Кау в роли любимой собачки.